# Siler severus
Siler severus là một loài nhện trong họ Salticidae.
Loài này thuộc chi Siler. Siler severus được Eugène Simon miêu tả năm 1901.